# Leptochroptila daratua
Leptochroptila daratua är en fjärilsart som beskrevs av Diakonoff 1939. Leptochroptila daratua ingår i släktet Leptochroptila och familjen vecklare. Inga underarter finns listade i Catalogue of Life.